# John Frink
John Frink (n. 5 mai 1964, Whitesboro⁠(d), Oneida, New York, SUA) este un scenarist și producător de televiziune american. A scris mai multe episoade pentru serialul animat Familia Simpson, o mare parte dintre ele împreună cu scenaristul Don Payne⁠(d). Cei doi și-au început cariera în televiziune ca scriitori pentru serialul Hope & Gloria⁠(d). Fink lucrează în continuare ca scenarist și producător executiv la Familia Simpson.

## Biografie
Frink s-a născut în Whitesboro, New York⁠(d). Absolvent al Colegiului Emerson⁠(d) din Boston, Massachusetts, are o diplomă în scriere creativă. Acesta și-a început cariera de scriitor în cadrul mai multor sitcomuri alături de Don Payne. Cei doi s-au întâlnit la Universitatea din California, unde Frink era administratorul Laboratorului Media în care Payne își desfășura activitatea. Într-un interviu pentru siteul TheFutonCritic.com, Payne a declarat că „într-o zi, am încercat amândoi să scriem ceva pe cont propriu, iar eu i-am spus: 'De ce să nu scriem împreună și să vedem ce se obținem?'” Cei doi au căzut de acord că vor urma o carieră în primul loc în care vor obține o ofertă de muncă. În cele din urmă, au ajuns să scrie pentru sitcomuri precum Hope & Gloria (1995–1996) și The Brian Benben Show⁠(d) (1998).
Frink și Payne au devenit parte a echipei de scenariști a serialului de televiziune Familia Simpson în anul 2000, primul lor episod fiind „Insane Clown Poppy⁠(d)” din sezonul doisprezece. Un alt episod scris de cei doi a fost „Treehouse of Horror XI⁠(d)”.
După câțiva ani la Familia Simpson, parteneriatul dintre Frink și Payne s-a încheiat. Payne a descris despărțirea ca fiind ambiabilă. Primul episod pe care Frink l-a scris pe cont propriu a fost „Bart-Mangled Banner⁠(d)” (2004) din sezonul cincisprezece. Începând cu sezonul 21⁠(d) al serialului, acesta a devenit producător executiv.
Profesorul Frink⁠(d), un om de știință inspirat de Profesorul trăsnit, a fost numit după Frink, deși personajul a fost prezentat înainte ca acesta să fie angajat ca scriitor.

## Premii
| An   | Premiu                         | Categorie                           | Serial          | Note                                                                    | Rezultat    | Note   |
| ---- | ------------------------------ | ----------------------------------- | --------------- | ----------------------------------------------------------------------- | ----------- | ------ |
| 2000 | Primetime Emmy Award           | Cel mai bun serial animat⁠(d)        | Familia Simpson | Producător                                                              | Câștigător  | [ 10 ] |
| 2001 | Primetime Emmy Award           | Cel mai bun serial animat           | Familia Simpson | Producător                                                              | Câștigător  | [ 10 ] |
| 2002 | Primetime Emmy Award           | Cel mai bun serial animat           | Familia Simpson | Producător supervizor                                                   | Nominalizat | [ 10 ] |
| 2003 | Primetime Emmy Award           | Cel mai bun serial animat           | Familia Simpson | Coproducător executiv                                                   | Câștigător  | [ 10 ] |
| 2003 | Writers Guild of America Award | Animație                            | Familia Simpson | Pentru episodul „The Bart Wants What It Wants”                          | Nominalizat | [ 11 ] |
| 2004 | Primetime Emmy Award           | Cel mai bun serial animat           | Familia Simpson | Coproducător executiv                                                   | Nominalizat | [ 10 ] |
| 2005 | Primetime Emmy Award           | Cel mai bun serial animat           | Familia Simpson | Coproducător executiv                                                   | Nominalizat | [ 10 ] |
| 2006 | Primetime Emmy Award           | Cel mai bun serial animat           | Familia Simpson | Coproducător executiv                                                   | Câștigător  | [ 10 ] |
| 2006 | Writers Guild of America Award | Animație                            | Familia Simpson | Pentru episodul „The Girl Who Slept Too Little”                         | Nominalizat | [ 12 ] |
| 2007 | Primetime Emmy Award           | Cel mai bun serial animat           | Familia Simpson | Coproducător executiv                                                   | Nominalizat | [ 10 ] |
| 2007 | Writers Guild of America Award | Animație                            | Familia Simpson | Pentru episodul „The Italian Bob”                                       | Câștigător  | [ 13 ] |
| 2008 | Primetime Emmy Award           | Cel mai bun serial animat           | Familia Simpson | Coproducător executiv                                                   | Câștigător  | [ 10 ] |
| 2008 | Writers Guild of America Award | Animație                            | Familia Simpson | Pentru episodul „Stop, or My Dog Will Shoot!”                           | Nominalizat | [ 14 ] |
| 2009 | Primetime Emmy Award           | Cel mai bun serial animat           | Familia Simpson | Coproducător executiv                                                   | Nominalizat | [ 10 ] |
| 2009 | Writers Guild of America Award | Serial de comedie                   | Familia Simpson | Membru al echipei de scenariști                                         | Nominalizat | [ 15 ] |
| 2010 | Primetime Emmy Award           | Cel mai bun serial animat           | Familia Simpson | Coproducător executiv                                                   | Nominalizat | [ 10 ] |
| 2010 | Writers Guild of America Award | Animație                            | Familia Simpson | Pentru episodul „Eeny Teeny Maya, Moe”                                  | Nominalizat | [ 16 ] |
| 2010 | Annie Award⁠(d)                 | Cel mai bun scenariu de televiziune | Familia Simpson | Pentru episodul „Stealing First Base”                                   | Nominalizat | [ 17 ] |
| 2011 | Primetime Emmy Award           | Cel mai bun serial animat           | Familia Simpson | Coproducător executiv și scenarist al episodului „Angry Dad: The Movie” | Nominalizat | [ 10 ] |

## Filmografie
| An           | Serial                | Rol                     | Note                                                                                            |
| ------------ | --------------------- | ----------------------- | ----------------------------------------------------------------------------------------------- |
| 1995         | Hope and Gloria       | Scenarist               | Contribuit la episodul „A Fine ROM-ance”                                                        |
| 1995         | Pride & Joy           | Scenarist               | Contribuit la episodul „Brenda's Secret”                                                        |
| 1995–1996    | Can't Hurry Love      | Scenarist               | Contribuit la episoadele „Annie Get Your Armoire”, „Glove Story” și „Valentine's Day Massacred” |
| 1997         | Men Behaving Badly    | Scenarist               | Contribuit la episoadele „Wet Nurse” și „Playing Doctor”                                        |
| 1997         | Veronica's Closet     | Coproducător            | Coproducător al episodului „Veronica's First Thanksgiving”                                      |
| 1998         | The Brian Benben Show | Scenarist și producător | Contribuit la episodul „House of Blues”                                                         |
| 2000–present | The Simpsons          | Scenarist și producător |                                                                                                 |
| 2007         | The Simpsons Movie    | Scenarist consultant    |                                                                                                 |

### Episoade dinFamilia Simpson
| Titlu                                   | Sezon | Data | Note                                             |
| --------------------------------------- | ----- | ---- | ------------------------------------------------ |
| „Treehouse of Horror XI"                | 12    | 2000 | Scris împreună cu Don Payne                      |
| „Insane Clown Poppy"                    | 12    | 2000 | Scris împreună cu Don Payne                      |
| „Bye Bye Nerdie"                        | 12    | 2001 | Scris împreună cu Don Payne                      |
| „Simpsons Tall Tales"                   | 12    | 2001 | Scris împreună cu Don Payne                      |
| „Treehouse of Horror XII"               | 13    | 2001 | Scris împreună cu Don Payne                      |
| „The Bart Wants What It Wants"          | 13    | 2002 | Scris împreună cu Don Payne                      |
| „The Great Louse Detective"             | 14    | 2002 | Scris împreună cu Don Payne                      |
| „Old Yeller Belly"                      | 14    | 2003 | Scris împreună cu Don Payne                      |
| „The Wandering Juvie"                   | 15    | 2004 | Scris împreună cu Don Payne                      |
| „Bart-Mangled Banner"                   | 15    | 2004 |                                                  |
| „The Girl Who Slept Too Little"         | 17    | 2005 |                                                  |
| „The Italian Bob"                       | 17    | 2005 |                                                  |
| „Stop! Or My Dog Will Shoot"            | 18    | 2007 |                                                  |
| „All About Lisa"                        | 19    | 2008 |                                                  |
| „Lost Verizon"                          | 20    | 2008 |                                                  |
| „Eeny Teeny Maya Moe"                   | 20    | 2009 |                                                  |
| „Stealing First Base"                   | 21    | 2010 |                                                  |
| „The Bob Next Door"                     | 21    | 2010 |                                                  |
| „Angry Dad: The Movie"                  | 22    | 2011 |                                                  |
| „500 Keys"                              | 22    | 2011 |                                                  |
| „Politically Inept, with Homer Simpson" | 23    | 2012 |                                                  |
| „Black Eyed, Please"                    | 24    | 2013 |                                                  |
| „What to Expect When Bart's Expecting"  | 25    | 2014 |                                                  |
| „Waiting for Duffman"                   | 26    | 2015 |                                                  |
| „Peeping Mom"                           | 26    | 2015 |                                                  |
| „Love Is in the N2-O2-Ar-CO2-Ne-He-CH4" | 27    | 2016 |                                                  |
| „Simprovised"                           | 27    | 2016 |                                                  |
| „Treehouse of Horror XXVIII"            | 29    | 2017 |                                                  |
| „Gone Boy"                              | 29    | 2017 |                                                  |
| „Left Behind⁠(d)"                        | 29    | 2018 | Scris împreună cu Joel H. Cohen & Al Jean        |
| „'Tis the 30th Season"                  | 30    | 2018 | Scris împreună cu Joel H. Cohen & Jeff Westbrook |
| „Go Big or Go Homer"                    | 31    | 2019 |                                                  |
| „Bobby, It's Cold Outside"              | 31    | 2019 | Scris împreună cu Jeff Westbrook                 |
| „The 7 Beer Itch"                       | 32    | 2020 | Scris împreună cu Joel H. Cohen & Al Jean        |
| „Treehouse of Horror XXXII"             | 33    | 2021 |                                                  |
| „Pixelated and Afraid"                  | 33    | 2022 |                                                  |
| „Bartless"                              | 34    | 2023 |                                                  |